# سارا غرين
سارا غرين (بالإنجليزية: Sarah Green)‏ (1763 - 1808)؛ كاتِبة وروائية بريطانية.